# سولوفرا
سولوفرا (به ایتالیایی: Solofra) یک کومونه در ایتالیا است که در استان آولینو واقع شده‌است.

## خصوصیات
سولوفرا ۲۱ کیلومترمربع مساحت و ۱۲٬۳۱۳ نفر جمعیت دارد و ۳۸۴ متر بالاتر از سطح دریا واقع شده‌است.